# Colle dell'Agnello
El Colle dell'Agnello, conocido en Francia como Col Agnel, es un puerto de montaña de los Alpes cocios, situado en la frontera entre Italia y Francia.
Al encontrarse a 2.744, el puerto del Agnello, tiene la cuarta carretera pavimentada más alta de los Alpes, solo por detrás del Col de la Bonette, Paso Stelvio y del Col de l'Iseran.
El Agnello fue utilizado por Aníbal para su marcha, con elefantes, hacia Roma, en la segunda guerra púnica.

## Ciclismo
El puerto del Agnello ha sido utilizado en varias etapas del Giro de Italia y del Tour de Francia. Desde Francia la subida comienza en Château-Ville-Vieille, teniendo una distancia de 20.5 km y 6,6 % de pendiente media. En Italia, el puerto comienza desde Casteldelfino, teniendo una longitud por esta vertiente de 22.4 km y una pendiente media del 6,5 %.

### Tour de Francia
En el Tour de Francia se ha utilizado la subida en dos ocasiones, en 2008 y 2011.
| Año  | Etapa | Categoría      | Salida   | Llegada         | Líder en el puerto |
| ---- | ----- | -------------- | -------- | --------------- | ------------------ |
| 2011 | 18    | Hors Categorie | Pinerolo | Col du Galibier | Maxim Iglinskiy    |
| 2008 | 15    | Hors Categorie | Embrun   | Prato Nevoso    | Egoi Martínez      |

### Giro de Italia
En el Giro se ha subido en cuatro ocasiones.
| Año  | Etapa | Categoría | Salida    | Llegada        | Líder en el puerto  |
| ---- | ----- | --------- | --------- | -------------- | ------------------- |
| 1994 | 20    | HC        | Cúneo     | Les Deux Alpes | Stefano Zanini      |
| 2000 | 19    | HC        | Saluzzo   | Briançon       | José Jaime González |
| 2007 | 12    | HC        | Scalenghe | Briançon       | Yoann Le Boulanger  |
| 2016 | 19    | HC        | Pinerolo  | Risoul         | Michele Scarponi    |